# Dimitrios Salpigidis
Dimitrios Salpigidis (Grieks: Δημήτρης Σαλπιγγίδης) (Thessaloniki, 18 augustus 1981) is een Grieks voetballer die bij voorkeur als spits of rechtsbuiten speelt. In augustus 2005 debuteerde hij in het Grieks voetbalelftal. Hij werd op 17 juni 2010 de eerste Griek ooit die een doelpunt scoorde op een WK.

## Clubcarrière
Salpigidis' loopbaan als profvoetballer begon in 1999 in dienst van PAOK Saloniki. Dat verhuurde hem eerst aan AE Larissa 1964 en AO Kavala voor hij in 2002/03 in de eigen hoofdmacht debuteerde. Vier seizoenen later werd Salgipidis overgenomen door Panathinaikos FC. Sinds het seizoen 2010/11 speelt hij bij wederom bij Saloniki, waarmee hij in 2013 en 2014 de tweede plaats van de Super League Griekenland bereikte.

## Interlandcarrière

### Debuut
Salpigidis speelde op 17 augustus 2005 in de vriendschappelijke wedstrijd tegen België zijn eerste interland voor het Griekse nationale team. Hij viel in dat duel na 69 minuten in voor Stylianos Giannakopoulos. Salpigidis maakte deel uit van de nationale selectie tijdens onder meer de Olympische Zomerspelen 2004, Europees kampioenschap voetbal 2008 en het wereldkampioenschap voetbal 2010.

### Eerste WK-goal ooit
Op het WK 2010 maakte Salgipidis zijn eerste speelminuten in de eerste groepswedstrijd tegen Zuid-Korea (2-0 verlies), toen hij na een klein uur spelen inviel voor Georgios Samaras. Hij begon in de tweede wedstrijd tegen Nigeria in de basis en scoorde in de 44e minuut het eerste Griekse doelpunt ooit op een WK-eindronde. Mede hierdoor won Griekenland de wedstrijd met 2-1 en boekte het ook de eerste overwinning ooit op een WK. In de derde groepswedstrijd tegen Argentinië (0-2 verlies) kwam hij niet in actie.

### EK voetbal 2012
Salpigidis nam met Griekenland eveneens deel aan het EK voetbal 2012 in Polen en Oekraïne, waar de ploeg van bondscoach Fernando Santos in de kwartfinales werd uitgeschakeld door Duitsland (4-2). Hij benutte in dat duel een strafschop en bepaalde de eindstand op 4-2. Eerder had hij gescoord in het openingsduel tegen Polen (1-1).

## Cluboverzicht
| Seizoen | Club             | Land        | Competitie               | Wedstrijden | Doelpunten |
| ------- | ---------------- | ----------- | ------------------------ | ----------- | ---------- |
| 1999/00 | PAOK Saloniki    | Griekenland | Super League Griekenland | 0           | 0          |
| 1999/00 | → AE Larissa     | Griekenland | Beta Ethniki             | 7           | 0          |
| 2000/01 | → AO Kavala      | Griekenland | Beta Ethniki             | 15          | 5          |
| 2001/02 | → AO Kavala      | Griekenland | Beta Ethniki             | 28          | 20         |
| 2002/03 | PAOK Saloniki    | Griekenland | Super League Griekenland | 15          | 3          |
| 2003/04 | PAOK Saloniki    | Griekenland | Super League Griekenland | 29          | 16         |
| 2004/05 | PAOK Saloniki    | Griekenland | Super League Griekenland | 29          | 14         |
| 2005/06 | PAOK Saloniki    | Griekenland | Super League Griekenland | 30          | 17         |
| 2006/07 | Panathinaikos FC | Griekenland | Super League Griekenland | 27          | 14         |
| 2007/08 | Panathinaikos FC | Griekenland | Super League Griekenland | 29          | 15         |
| 2008/09 | Panathinaikos FC | Griekenland | Super League Griekenland | 28          | 10         |
| 2009/10 | Panathinaikos FC | Griekenland | Super League Griekenland | 28          | 5          |
| 2010/11 | PAOK Saloniki    | Griekenland | Super League Griekenland | 36          | 9          |
| 2011/12 | PAOK Saloniki    | Griekenland | Super League Griekenland | 35          | 7          |
| 2012/13 | PAOK Saloniki    | Griekenland | Super League Griekenland | 31          | 11         |
| 2013/14 | PAOK Saloniki    | Griekenland | Super League Griekenland | 35          | 10         |
| 2014/15 | PAOK Saloniki    | Griekenland | Super League Griekenland | 22          | 3          |
| 2015/16 | PAOK Saloniki    | Griekenland | Super League Griekenland | 0           | 0          |
| Totaal  | Totaal           | Totaal      | Totaal                   | 431         | 161        |

1 Pavlenka ·
2 Camara ·
4 Peña ·
5 Michailidis ·
6 Lovren ·
7 Konstantelias ·
9 Tsjalov ·
11 Taison ·
14 Živković ·
15 Colley ·
16 Kędziora ·
18 Gómez ·
19 Otto ·
20 Vieirinha  ·
21 Rahman ·
22 Schwab ·
23 Sastre ·
25 Thymianis ·
27 Ozdojev ·
28 Wieteska ·
42 Kotarski ·
47 Shoretire ·
70 Samatta ·
71 Thomas ·
77 Despodov ·
80 Pelkas ·
82 Meïté ·
99 Tsiftsis ·
Coach: Lucescu
1 Karnezis ·
2 Maniatis ·
3 Tzavelas ·
4 Manolas ·
5 Moras ·
6 Tziolis ·
7 Samaras ·
8 Kone ·
9 Mitroglou ·
10 Karagounis  ·
11 Vyntra ·
12 Glikos ·
13 Kapino ·
14 Salpigidis ·
15 Torosidis ·
16 Christodoulopoulos ·
17 Gekas ·
18 Fetfatzidis ·
19 Papastathopoulos ·
20 Holebas ·
21 Katsouranis ·
22 Samaris ·
23 Tachtsidis ·
Coach: Santos